# كيلي ماكولا
كيلي ماكولا (بالإنجليزية: Kelly McCullough)‏ (1967)؛ روائي أمريكي.